# KV42
KV42, acrònim de l'anglès King's Valley, és una tomba egípcia de l'anomenada Vall dels Reis, situada a la riba oest del riu Nil, a l'altura de la moderna ciutat de Luxor. Va ser construïda per a Merit-Ra Hatxepsut, la dona de Tuthmosis III, encara que la tomba no va ser acabada ni utilitzada per la reina, esposa de Tuthmosis III, que podria haver estat enterrada al KV35, la tomba del seu fill, Amenhetep II.
La KV42 pot haver estat reutilitzat per Sennefer, alcalde de Tebes, Senetnay, la seva dona i Baketra, el "adorn del rei", durant el regnat d'Amenhetep II o utilitzat com a magatzem per als materials procedents de les seves sepultures en altres llocs. La tomba va ser saquejada a l'antiguitat.